# Maria-oord (Gennep)
Maria-oord was een Nederlands tuberculose-sanatorium in de Limburgse plaats Gennep.

## Geschiedenis
Het sanatorium Maria-oord in Gennep werd geopend in 1918. Het was een initiatief van het echtpaar Stiemens-Hopman. De heer Stiemens was de geneesheer-directeur, mevrouw Stiemens-Hopman stond aan het hoofd van de nazorg. Er was een consultatiebureau om de tuberculose op te sporen. Honderd vrouwen en kinderen kregen hier een kuur van bedrust en frisse lucht, in die tijd de remedie voor tuberculose. De verpleging was in handen van de Zusters van Liefde uit Tilburg. Tien jaar later was het aantal bedden gegroeid tot 200.
Tijdens de Tweede Wereldoorlog werd het sanatorium in december 1944 geëvacueerd naar Winterswijk en werd in februari 1945 tijdens Operatie Veritable verwoest. Na de oorlog verhuisde het naar Rosmalen, het hield de naam Maria-oord en heropende in 1947.

## Nazorg
Naast de rust- en wandelkuur, was er ook een nazorgafdeling waar de vrouwen arbeidstherapie genoten. Het echtpaar Stiemens-Hopman had zich hier voor ingezet. Zo schreef mevrouw Stiemens-Hopman het boekje Zonlichtheide (1926) over de rol van arbeidstherapie in de nazorg bij tuberculose-patiënten. Het idee van arbeidstherapie voor tuberculose-patiënten was destijds vrij nieuw. De toepassing in sanatorium Maria-oord was ongeveer gelijktijdig als dat in sanatorium Berg en Bosch, waar de beroemde ado-werkplaatsen zouden verschijnen.
In Maria-oord maakten de vrouwen voorwerpen als tafelkleedjes, mandjes en korfjes van raffia, weefwerk, meubels van riet, en lampenkappen. De producten werden onder andere verkocht bij warenhuis De Bijenkorf. Mevrouw Stiemens-Hopman werd als leidster geassisteerd door mevrouw H.W. Boerhout. Boerhout ontwierp de producten.

### Nazorghuis Zonlichtheide
In 1931 werd een apart nazorghuis geopend, genaamd Zonlichtheide. Het was ontworpen door de architect Jan Willem Dinger. De capaciteit van Zonlichtheide bleek te groot, daarom werden er op den duur ook hier tuberculose-patiënten opgenomen om te kuren. Dit pand doorstond de oorlog wel, en ging in 1947 weer open. In 1957 werd het een internaat voor geestelijk gehandicapte jongens en mannen. Het werd geëxploiteerd door de Sint Augustinusstichting. Het gebouw Zonlichtheide bestaat nog steeds en is een rijksmonument.